# 楊昌濬
楊 昌濬（よう しょうしゅん、Yáng Chāngjùn、1825年 - 1897年）は、清末の官僚。字は石泉。湖南省湘郷県（現在の婁底市婁星区）出身。
太平天国の乱が起こると、師であった羅沢南に従って団練を組織し、湖北省に援軍に赴き訓導に任命され江西省・安徽省を転戦、知県に昇進した。同治元年（1862年）、左宗棠軍に属して浙江省に入り、李世賢を破り、衢州府知府に任ぜられた。その後湖州を奪回し、浙江省西部を平定し、塩運使、浙江布政使と昇進を重ねた。
同治9年（1870年）に浙江巡撫に任命され7年在任、光緒4年（1878年）、左宗棠のヤクブ・ベクの乱鎮圧の補佐にあたり、光緒6年（1880年）に陝甘総督に昇進、光緒9年（1883年）に漕運総督に転任した。光緒10年（1884年）、清仏戦争で左宗棠が欽差大臣に任命されるとここでも補佐にあたり、閩浙総督となった。光緒14年（1888年）に陝甘総督に再任し光緒21年（1895年）まで務めた。